# Torre del Norte
La torre del Norte se encuentra en el municipio de Alcalá la Real, provincia de Jaén, comunidad autónoma de Andalucía, España.

## Descripción
Es una torre altomedieval de vigilancia o atalaya que tiene una altura de 8,70 metros y 8,10 de diámetro. Es de planta circular. En su base presenta dos hiladas escalonadas de sillares, de diámetro mayor con altura de 60 centímetros. El vano de entrada aparece a 4,5 metros de altura delimitando en su interior dos zonas: Una que se extiende desde la base de la torre hasta el vano de entrada y que está rellena de piedras y yeso (en esta torre el relleno ha sido extraído para una posterior reutilización). Otra que es un espacio interior abovedado semidestruido de 3,6 metros de altura. Desde la parte superior se divisan las siguientes torres: la de Charilla, la del Cascante, la de La Moraleja, la del Puerto, y la fortaleza de La Mota.